# Universidade Luís Maximiliano de Munique

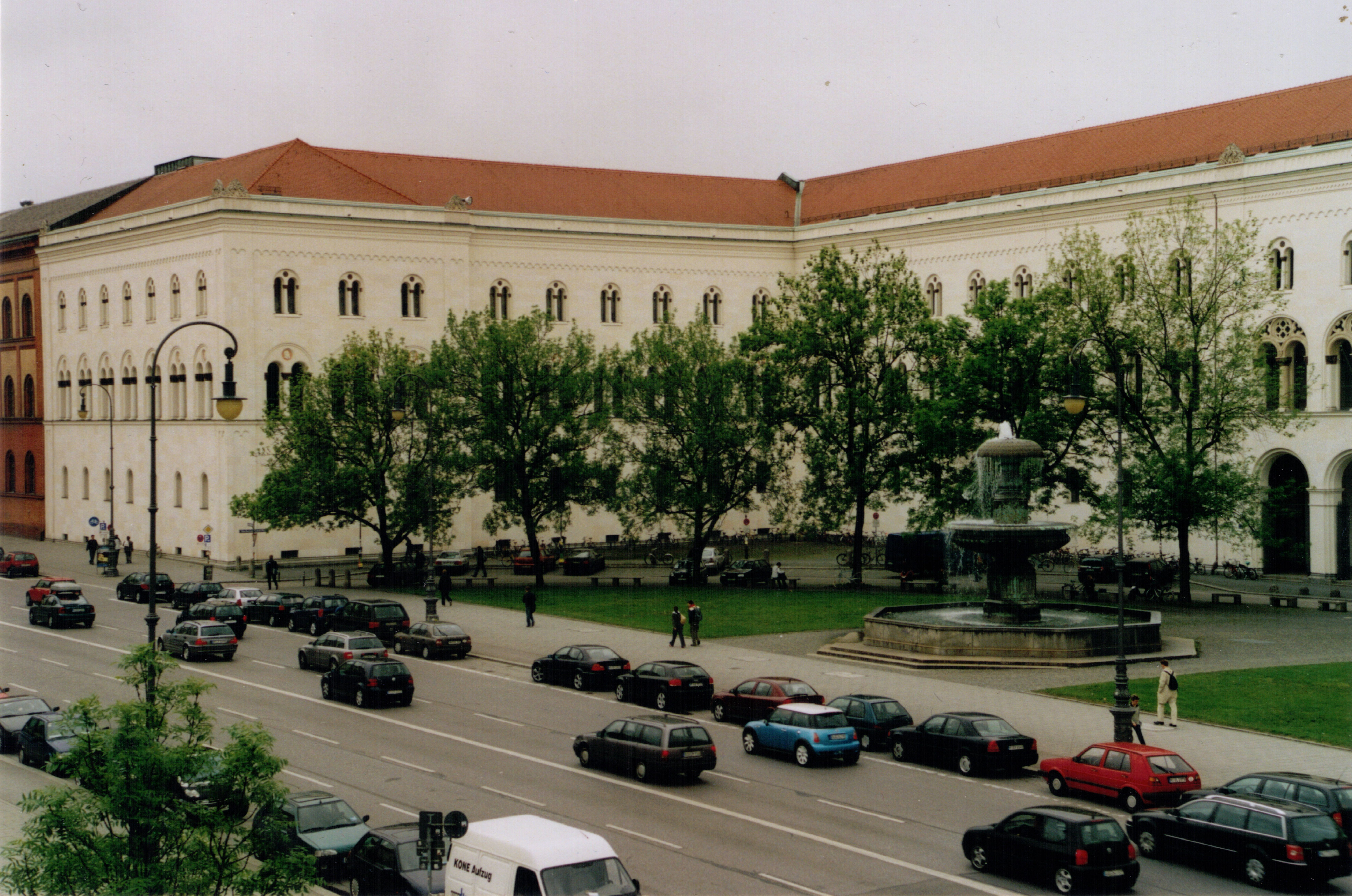
Prédio principal da Universidade de Munique

A Universidade Luís Maximiliano de Munique (em alemão: Ludwig-Maximilians-Universität München), também referida como LMU, é uma universidade situada em Munique. Em termos quantitativos, é a terceira maior universidade da Alemanha com aproximadamente 46.000 estudantes. A Universidade possui 657 professores e 18 faculdades. O atual Reitor da Universidade chama-se Bernd Huber.

## Professores e estudantes notáveis
- Alexander Schmorell
- Bertolt Brecht
- Eric Voegelin
- Ernst Bloch
- Ernst Cassirer
- Ernst Otto Fischer
- Friedrich Wilhelm Joseph von Schelling
- Gerhard Ertl
- Gustav Radbruch
- Hans Fischer
- Johannes Stark
- Joseph Ratzinger
- Karl Jaspers
- Karl Loewenstein
- Konrad Adenauer
- Leonardo Boff
- Max Planck
- Max Scheler
- Max Weber
- Oswald Spengler
- Otto Hahn
- Roman Herzog
- Romano Guardini
- Sophie Scholl
- Theodor Heuss
- Theodor Lipps
- Ulrich Beck
- William Lane Craig